# Copsychini
Copsychini – plemię ptaków z rodziny muchołówkowatych (Muscicapidae). 

## Zasięg występowania
Plemię obejmuje gatunki występujące w Afryce i Eurazji.

## Systematyka
Do plemienia należą następujące rodzaje:
- Alethe
- Tychaedon
- Cercotrichas
- Saxicoloides – jedynym przedstawicielem jest Saxicoloides fulicatus – opocznik
- Copsychus
- Trichixos – jedynym przedstawicielem jest Trichixos pyrropygus – sroczek rdzawosterny
- Kittacincla